# Acque alte eccezionali nel XXI secolo

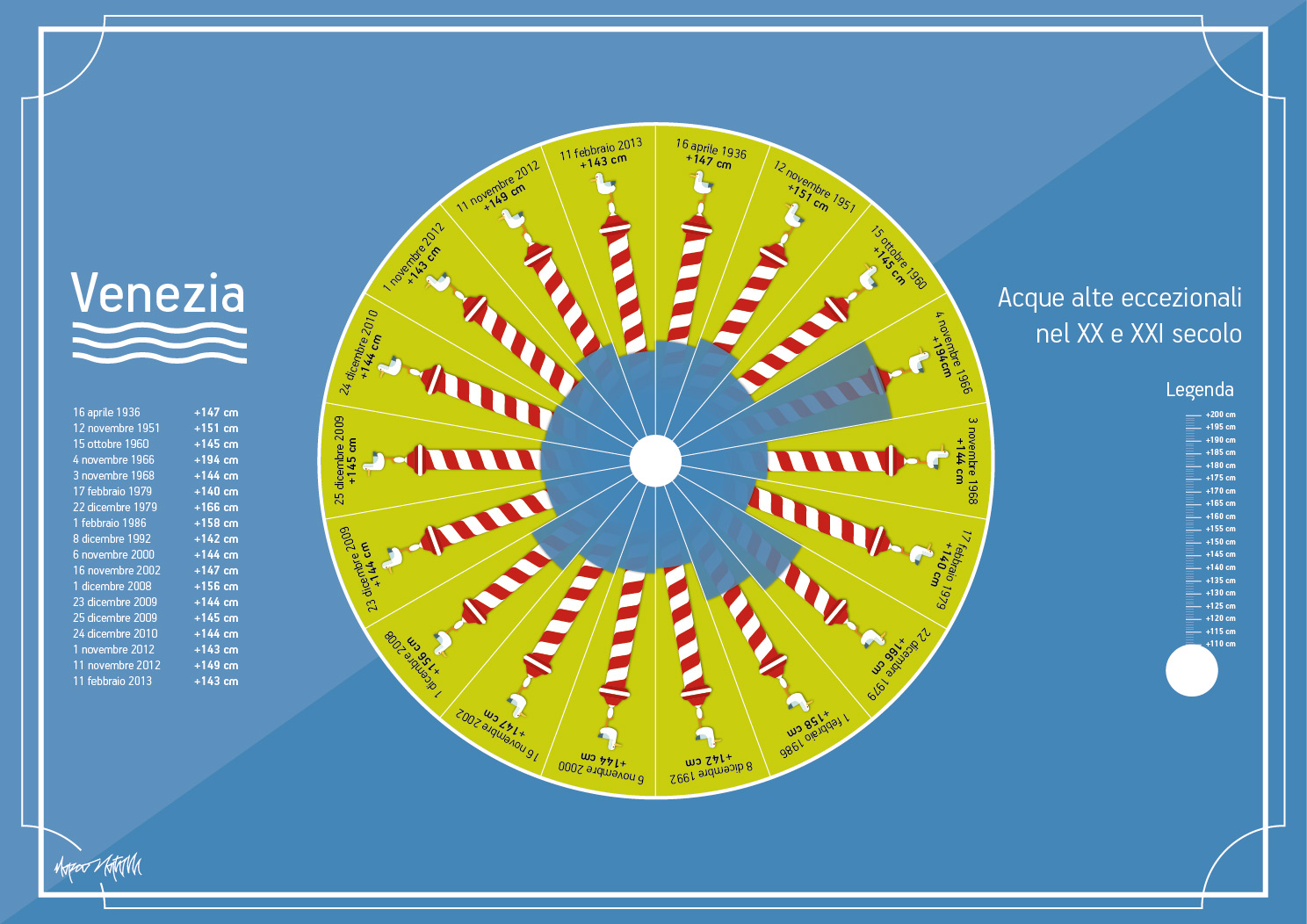
Infografica illustrata delle acque alte eccezionali a Venezia (1900-2013)

Dal 1º gennaio 2001 ad oggi a Venezia si sono verificate quindici acque alte eccezionali:
1. 16 novembre 2002: +147 cm
2. 1º dicembre 2008: +156 cm
3. 23 dicembre 2009: +144 cm
4. 25 dicembre 2009: +145 cm
5. 24 dicembre 2010: +144 cm
6. 1º novembre 2012: +143 cm
7. 11 novembre 2012: +149 cm
8. 11 febbraio 2013: +143 cm
9. 29 ottobre 2018: +156 cm
10. 29 ottobre 2018: +148 cm
11. 12 novembre 2019: +187 cm
12. 13 novembre 2019: +144 cm
13. 15 novembre 2019: +154 cm
14. 17 novembre 2019: +150 cm
15. 23 dicembre 2019: +143 cm

## Descrizione degli eventi

### Evento del 16 novembre 2002

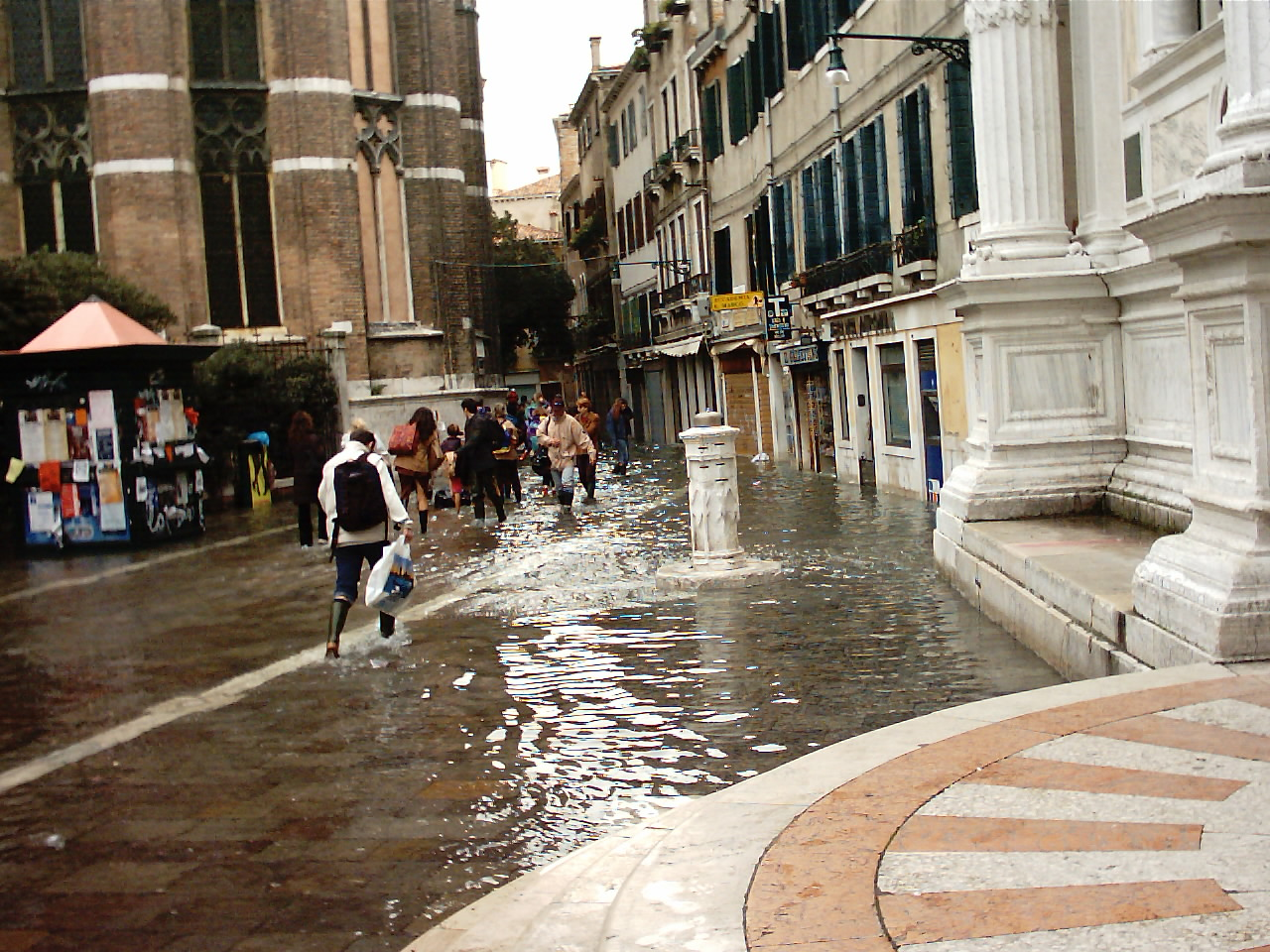
Acqua alta del 16 novembre 2002 a San Rocco

Sabato 16 novembre 2002 alle ore 9:45 venne registrata a Punta della Salute una punta massima di +147 cm.
Già il 15 novembre si erano verificate due maree sostenute, con valori massimi di 103 cm (ore 8:10) e 102 cm (ore 20:25). La mattina successiva si è verificata l'acqua alta eccezionale, dopodiché la marea è scesa poco, segnando una minima alle 15:10 di 92 cm. La successiva punta massima, alle ore 19:55, è stata di 126 cm (marea molto sostenuta). Si tratta di uno dei rari casi in cui vi sono state due punte superiori ai 110 cm in un giorno. Nei giorni successivi vi sono state numerose acque alte (18 novembre 2008, ore 10:25, +123 cm; 19 novembre, ore 9:40, +113 cm; 22 novembre ore 10:10, +115 cm). 
Va ricordato che il 2002 è stato l'anno con maggior numero di acque alte sopra i 110 cm dal 1872 (anno in cui sono iniziate le misurazioni sistematiche del livello di marea), con 12 casi. Tale primato è decaduto nel 2009 (durante il quale si sono registrati 16 eventi).

### Evento del 1º dicembre 2008

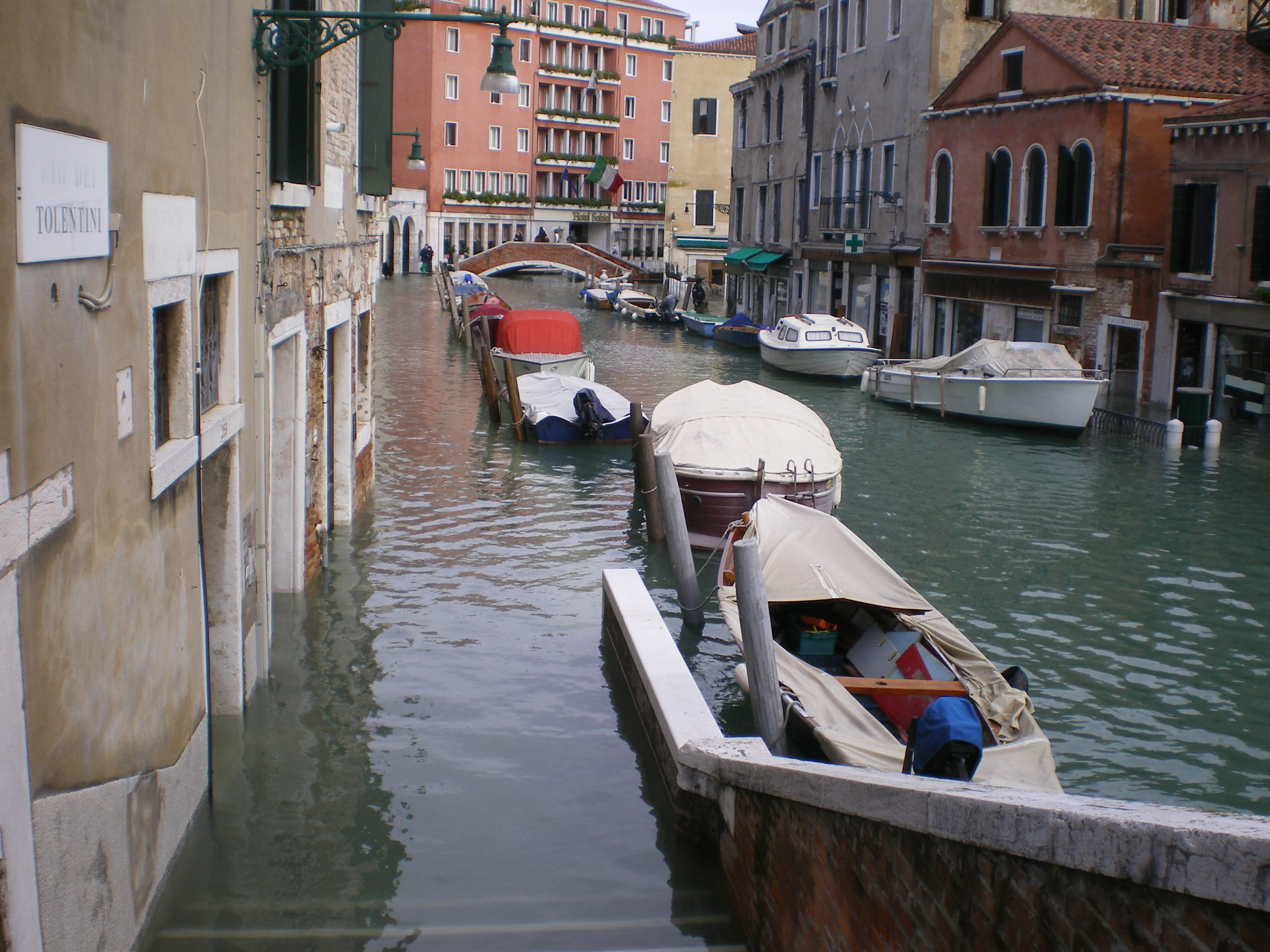
Acqua alta del 1º dicembre 2008 in fondamenta Condulmer

Lunedì 1º dicembre 2008 alle ore 10:45 venne registrata al mareografo di Punta della Salute una massima di +156 cm.
Si tratta della quinta punta massima in ordine decrescente registrata dal 1923 (inizio delle rilevazioni sistematiche).
L'evento è stato preceduto da diversi giorni di maree sostenute. Il giorno precedente entrambe le massime erano rimaste al di sopra dei 90 cm (102 cm all'1:30 e 99 cm alle 11:40 del 30 novembre. Nella notte dell'1 è stata raggiunta una massima di 95 cm alle 3:25. La marea poi, a causa del vento di scirocco, è scesa pochissimo, registrando una minima alle 5:00 di 84 cm, che ha preceduto la massima delle 10:45 di 156 cm.
La causa principale del fenomeno è stata una perturbazione che ha causato forti venti sciroccali, specialmente sull'Adriatico settentrionale. Tra la mezzanotte e le 8:00 del 1º dicembre si è avuto un rinforzo dei venti di scirocco, che hanno presentato un'intensità media di 67 km/h con raffiche fino a 83 km/h.
Questo ha fatto sì che ai 56 cm di marea astronomica (quella dipendente dal moto degli astri) si sia sommato un notevolissimo contributo meteorologico di 100 cm. 
È da notare che in tutto l'Adriatico settentrionale si sono verificate forti mareggiate (sono state registrate onde al largo del litorale veneziano alte fino a 3,18 m), con molti danni alle località costiere.
I modelli meteorologici prevedevano nella mattinata del 1º dicembre la rotazione del vento da scirocco a libeccio; invece anche dopo il passaggio della perturbazione è persistito lo scirocco. Questo ha fatto sì che anche le previsioni di marea fossero piuttosto imprecise e ha complicato non poco il lavoro del Centro Previsioni e Segnalazioni Maree del Comune di Venezia, che ha dovuto innalzare in poche ore la previsione dai 110 cm del giorno precedente ai 160 cm dell'ultima previsione.
Durante tale evento è stato utilizzato nel centro storico di Venezia il nuovo sistema di sirene. Inoltre, in aggiunta ai consueti canali informativi (Internet, SMS, segreteria telefonica e pannelli luminosi informativi) le ultime previsioni e il raggiungimento della punta massima sono stati diffusi anche mediante un nuovissimo sistema di trasmissione di messaggi vocali, non ancora collaudato.

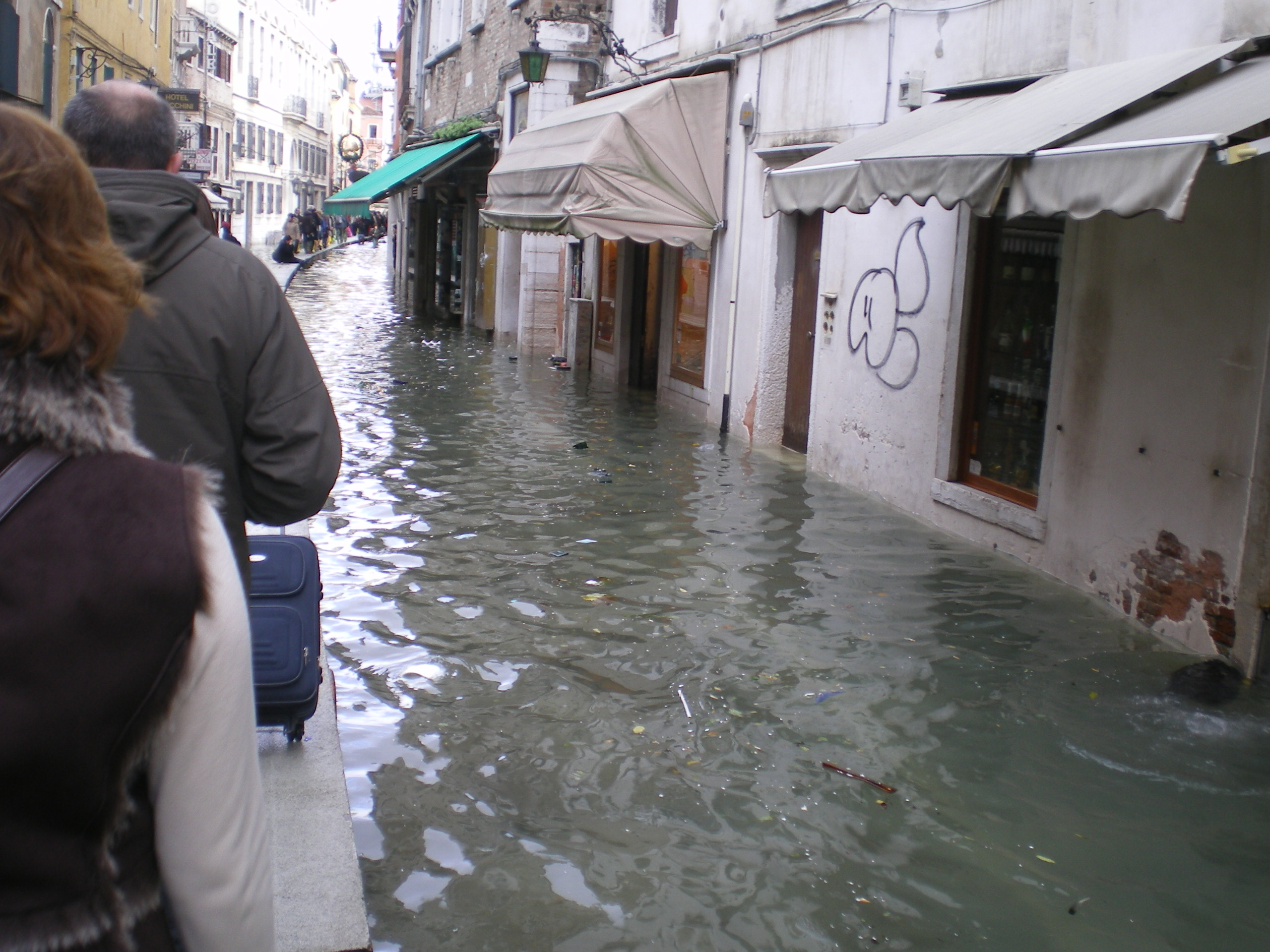
Acqua alta in Lista di Spagna

La marea ha provocato l'allagamento della quasi totalità della città (circa 98%) con altezze variabili da qualche centimetro al metro d'altezza in Piazza San Marco. Ciò ha comportato danni a locali pubblici e abitazioni (anche se ormai in città di queste ultime ne sono rimaste molto poche posizionate al pian terreno). La città è stata paralizzata in quanto il servizio di navigazione pubblico, già fortemente ridotto per uno sciopero, è stato sospeso perché le operazioni di sbarco e imbarco non risultavano sicure e il transito pedonale risultava impossibile anche con i comuni stivali. La situazione è ritornata alla normalità nel tardo pomeriggio del 1º dicembre, con il completo ritorno del livello di marea a valori normali. La mattina dopo è stata registrata una punta massima di +102 cm (classificata come "marea sostenuta") dovuta principalmente al fenomeno della sessa innescato il giorno precedente su tutto l'alto Adriatico.
Questi i valori registrati da alcuni mareografi della Laguna di Venezia:
- Venezia Punta della Salute: +156 cm
- Chioggia: +140 cm
- Burano: +158 cm
- Torcello: +159 cm
- Murano: +155 cm
- Lido San Nicolò: +153 cm
- Lido Diga Sud: +159 cm

Anche più a nord sono stati registrati valori elevatissimi, come ad esempio i +171 cm di Grado (il cui centro cittadino è stato allagato) e i +155 cm di Trieste.

### Eventi del 23 e del 25 dicembre 2009
Il 23 ed il 25 dicembre 2009 si sono verificate due alte maree eccezionali, toccando rispettivamente i +144 cm alle ore 5:05 ed i +145 cm sullo zero idrometrico di Punta della Salute (fissato convenzionalmente pari al livello medio del mare nel 1897) alle ore 3:55 nella notte di Natale. 
Punte massime registrate nel periodo:
- +111 cm alle ore 4:25 del 22 dicembre
- +144 cm alle ore 5:05 del 23 dicembre
- +133 cm alle ore 4:55 del 24 dicembre
- +145 cm alle ore 3:55 del 25 dicembre

I fenomeni sono stati accentuati dal verificarsi di numerose coincidenze: la luna era in fase di quadratura e il massimo della marea astronomica ha quasi coinciso con il picco dell'onda di sessa; inoltre vi è stato il transito di numerose perturbazioni con apice nelle ore notturne, fatto che ha incrementato il contributo meteorologico (che è stato di 101 cm il 23 dicembre e 84 cm il 24 dicembre).
Il 2009 è stato un anno particolarmente eccezionale dal punto di vista mareografico a Venezia: si è registrato il record per quanto riguarda il numero di maree molto sostenute (14) e si è eguagliato quello delle maree eccezionali (2, anche se nel 1979 i due eventi erano avvenuti a distanza di mesi e non in sole 48 ore).

### Evento del 24 dicembre 2010
Il 24 dicembre 2010 si è verificata un'alta marea eccezionale che al suo massimo ha raggiunto alle ore 2:00 i +144 cm sullo zero idrometrico. Il Centro Maree aveva previsto inizialmente un picco di 130 cm ma il persistere di forti raffiche di scirocco ha modificato le condizioni di marea e alle 21:30 è stato lanciato l'allarme con una previsione indicativa compresa tra i 135 e i 140 cm. Alle 0:30 l'allarme è stato nuovamente modificato, indicando stavolta una previsione attorno ai 145 cm. La previsione dell'evento ha avuto come conseguenza l'anticipo alle 21:30 della messa di Natale celebrata nella Basilica di San Marco dal Patriarca Angelo Scola.
Il fenomeno, come nel caso di quello del 2009, ha rappresentato il picco di una serie di eventi verificatisi tra il 23 e il 25 dicembre, con altezze variabili tra i 115 e i 125 cm.

### Evento del 1º novembre 2012
Nella notte tra il 31 ottobre e il 1º novembre 2012, in seguito ai forti venti di bora, si è verificata un'alta marea eccezionale che ha interessato non solo Venezia ma anche Chioggia. Il picco di +143 cm è stato raggiunto alle ore 1:40 del 1º novembre. Alle 23:45 del 31 ottobre la marea aveva raggiunto il livello +132 cm per poi crescere lentamente assestandosi per circa mezz'ora al livello di +139 cm. All'1:14 del 1º novembre la marea ha ripreso lentamente a crescere fino a raggiungere il picco all'1:40, mantenuto fino alle 2:03 quando è iniziato il deflusso, anch'esso molto lento (+137 cm alle 2:34). L'evento è stato seguito nella mattinata del 1º novembre 2012 da una marea molto sostenuta che ha raggiunto un picco di +138 cm alle 10:20, sfiorando la soglia dell'alta marea eccezionale.
A Chioggia l'evento ha assunto proporzioni ancora più importanti, con un valore di picco di +164 cm registrato all'1:10 del 1º novembre. L'alta marea eccezionale ha causato un black out dell'illuminazione pubblica durato alcune decine di minuti e l'allagamento di ampie zone del centro cittadino. Il sistema baby-Mose installato a Chioggia non ha bloccato l'allagamento, non essendo in grado di intervenire in modo efficace in caso di alte maree eccezionali.

### Evento dell'11 novembre 2012
La mattina dell'11 novembre 2012 alle 9:25 la marea ha raggiunto il livello di picco di +149 cm sul medio marino, il sesto più alto dall'inizio delle rilevazioni sistematiche delle alte maree. La previsione iniziale del Centro Maree era di un picco di +120 cm alle 8:25 del mattino, tuttavia i forti venti di scirocco che hanno iniziato a soffiare a velocità media costante di 65 km/h su tutto l'Adriatico durante la notte, con raffiche fino a 80 km/h hanno aggiunto una componente atmosferica molto importante, tanto che la previsione del picco è stata corretta prima a +130 cm e poi a +140 cm. A fronte di alcune polemiche scatenate dal ritardo con cui è stata diffusa la previsione (l'avviso del superamento dei +140 cm è stato dato tramite sirene solo alle 6:30 del mattino), il Centro Maree del Comune di Venezia ha risposto spiegando che questa alta marea eccezionale si è verificata in uno scenario complessivo anomalo dato dalla concomitanza, mai registrata negli annali storici di riferimento, dei venti molto forti con una pressione atmosferica relativamente elevata (1008 hPa). I modelli matematici di elaborazione delle previsioni, che si basano proprio sui dati storici, in questo caso specifico si sono quindi rivelati inadeguati costringendo ad usare direttamente i dati in tempo reale provenienti dalle stazioni mareografiche, modalità che riduce l'anticipo delle previsioni a poco più di un'ora.

### Evento dell'11 febbraio 2013
L'evento si è verificato nel contesto di una perturbazione atlantica che ha interessato tutto il nord Italia, con abbondanti nevicate che hanno ricoperto anche il centro storico di Venezia. Per effetto della perturbazione, si sono sviluppati venti di bora a 54 km/h nell'area lagunare e in seguito un forte scirocco sul resto dell'Adriatico che è arrivato a punte di 80 km/h. A questo si è sommato un drastico calo della pressione atmosferica, che ha toccato un minimo di 998 hPa, con una diminuzione di 14 hPa in sole 24 ore. In seguito a questi dati atmosferici, il Centro Maree del Comune di Venezia ha innalzato la previsione iniziale del picco portandola da +140 cm a +160 cm, assestando poi il valore previsto a +150 cm. Nel centro storico di Venezia, il valore di soglia di +140 cm è stato raggiunto alle 23:15 del 10 febbraio, toccando il picco a +143 cm, inferiore alla previsione, alle 0:10 dell'11 febbraio, per poi iniziare il deflusso. Alle 0:30 dell'11 febbraio la marea è tornata sotto la soglia dei +140 cm. L'evento ha interessato anche la zona di Chioggia, dove le stazioni di Chioggia Vigo e della diga sud hanno registrato +152 cm come valore di picco, contro una previsione di +180 cm. Il picco di marea raggiunto è quello più alto mai registrato in concomitanza con un'abbondante nevicata in città.

### Eventi del 29 ottobre 2018
Il 29 ottobre del 2018, nel contesto di una forte ondata di maltempo che ha investito tutta l'Italia, si sono verificati due eventi di alta marea eccezionale: il primo ha raggiunto il picco di 156 cm alle ore 14:40 mentre il secondo, causato da un temporale accompagnato da forti venti, ha toccato il picco di 148 cm alle 20:25.

### Eventi del novembre 2019

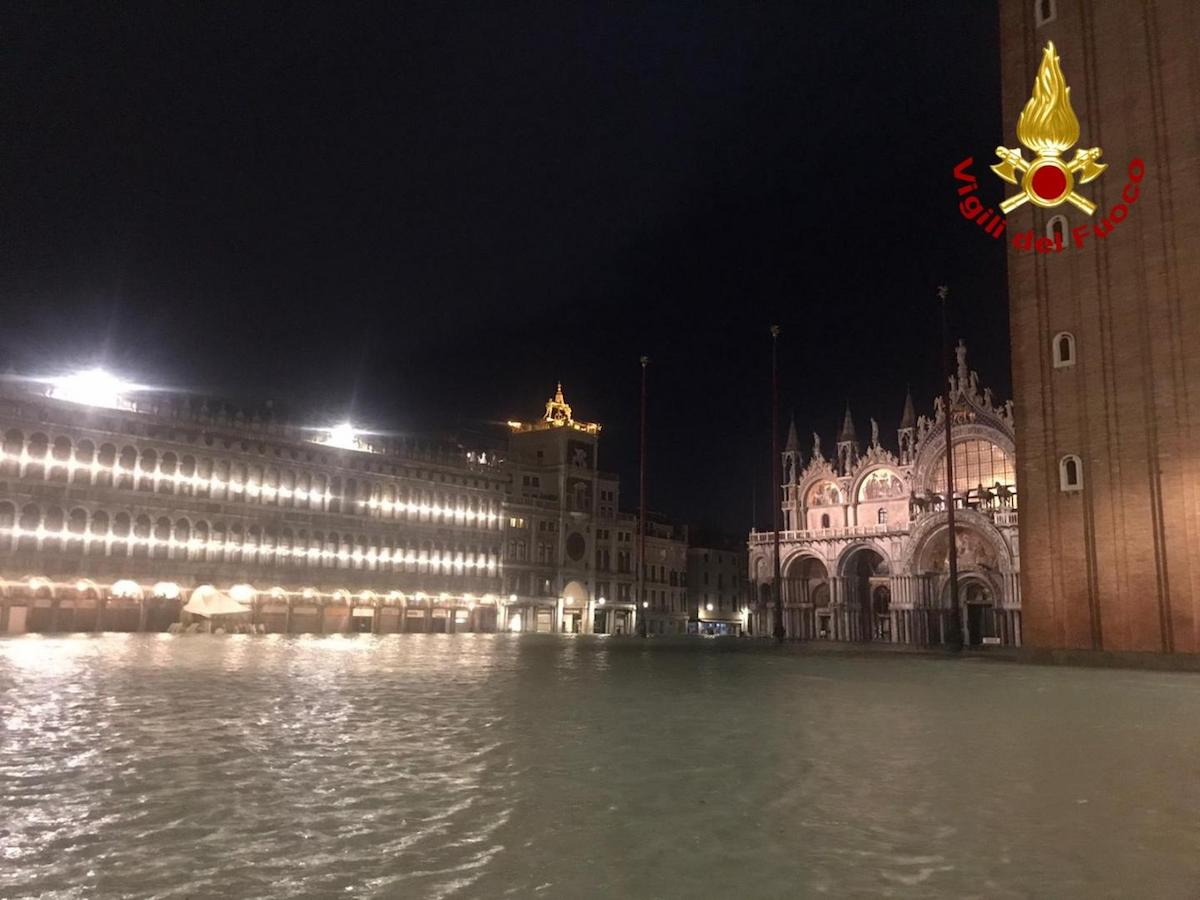
Piazza San Marco durante l'evento del 12 novembre 2019

Nel novembre 2019 si sono verificate quattro maree eccezionali nell'arco di una settimana, una sequenza mai registrata dal 1872, a cui si sono sommati anche eventi di maree sostenute o molto sostenute tra un picco eccezionale e l'altro con una persistenza del fenomeno per diversi giorni consecutivi.
L'evento del 12 novembre rappresenta il valore più alto dell'acqua alta registrata (187 cm) dall'alluvione di Venezia del 4 novembre 1966, anno in cui la marea raggiunse l'altezza record di 194 cm. Già nella mattinata l'acqua alta aveva superato i 90 cm in piazza San Marco, invadendo così la Basilica di San Marco (evento avvenuto solamente sei volte nei precedenti 12 secoli, di cui tre volte negli ultimi 20 anni). Durante il picco massimo, la cripta della basilica è stata sommersa da 1,10 m d'acqua.
Alle 22:00 la stazione meteo di Palazzo Cavalli registrava una depressione atmosferica di 987,5 hPa e una temperatura dell'aria di 13,5 °C favorita dal forte vento di scirocco, con raffiche fino a 126 km/h registrate alla diga sud del Lido. In città si sono registrate raffiche di vento fino a 100 km/h.
L'azienda di trasporto Actv ha sospeso i servizi di navigazione, con l'eccezione dei collegamenti verso le isole; sono affondati tre vaporetti dell'Actv nella zona della Riva degli Schiavoni. Sull'isola di Pellestrina si sono registrati due anziani morti, uno folgorato da un cortocircuito provocato dall'acqua alta entrata in casa mentre cercava di azionare le elettropompe idrovore e l'altro deceduto per cause naturali poco prima della tempesta. Il sindaco Luigi Brugnaro ha chiesto lo stato di calamità cittadina, decretando altresì la chiusura di tutte le scuole.
Tutta la costa veneziana è stata colpita dalle mareggiate, con allagamenti e cadute di alberi al Lido di Jesolo ed esondazione del Rio Interno a Caorle. A Chioggia il livello dell'acqua ha sfiorato i 190 cm.
La marea ha raggiunto di nuovo la quota eccezionale di 144 cm alle ore 9:30 del 13 novembre 2019.
Dopo una giornata in cui la marea, pur mantenendosi elevata, non ha raggiunto valori considerati eccezionali, il 15 novembre, in seguito a forti venti di scirocco, si è verificata un'altra alta marea eccezionale che ha raggiunto il picco di 154 cm alle ore 11:20. Il 17 novembre infine si è verificato il quarto evento di marea eccezionale che ha raggiunto il picco di 150 cm alle 13:10.

### Evento del 23 dicembre 2019
Il fenomeno si è verificato nel contesto di un'onda di sessa che non si è attenuata come atteso, portando il Centro Maree a prevedere inizialmente un picco di 150 cm per le ore 9:40 del mattino. Il picco effettivo, raggiunto alle 9:30 e persistito fino alle 10, è risultato pari a 143 cm, inferiore rispetto alle previsioni ma comunque tale da provocare a Venezia un allagamento del suolo cittadino pari al 60% della superficie.. Il fenomeno è stato importante anche nel resto della laguna, con picchi di 138 cm a Burano e di 141 cm a Chioggia.
Il giorno successivo, 24 dicembre, si è verificato un altro evento di marea, sempre legato all'onda di sessa ma in fase di smorzamento, che ha sfiorato il livello di marea eccezionale, raggiungendo il picco a 139 cm alle 8:30, livello che si è mantenuto fino alle ore 9 quando la marea ha iniziato a scendere.

## Galleria d'immagini

### 16 novembre 2002

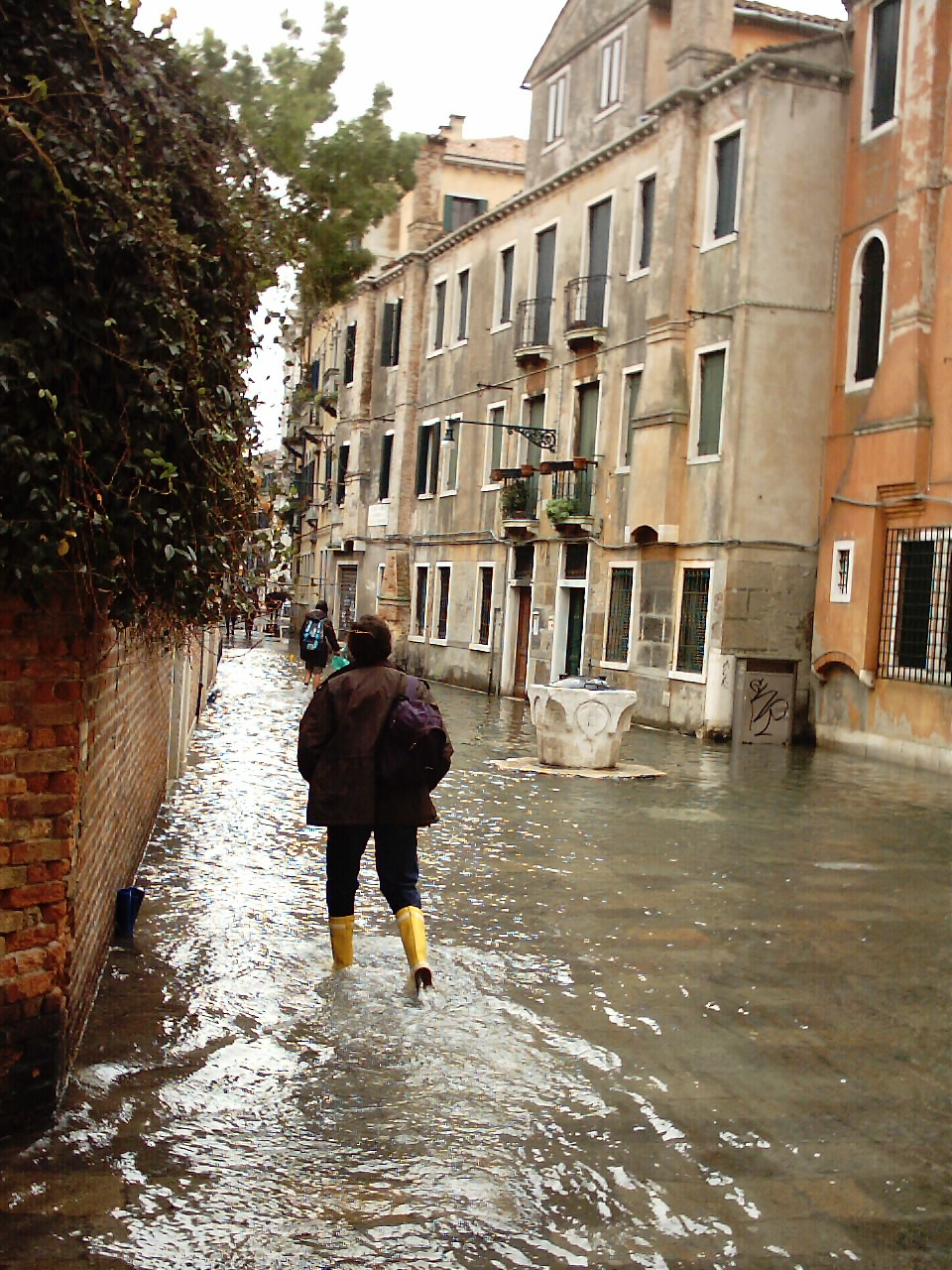
Corte larga delle Chiovere
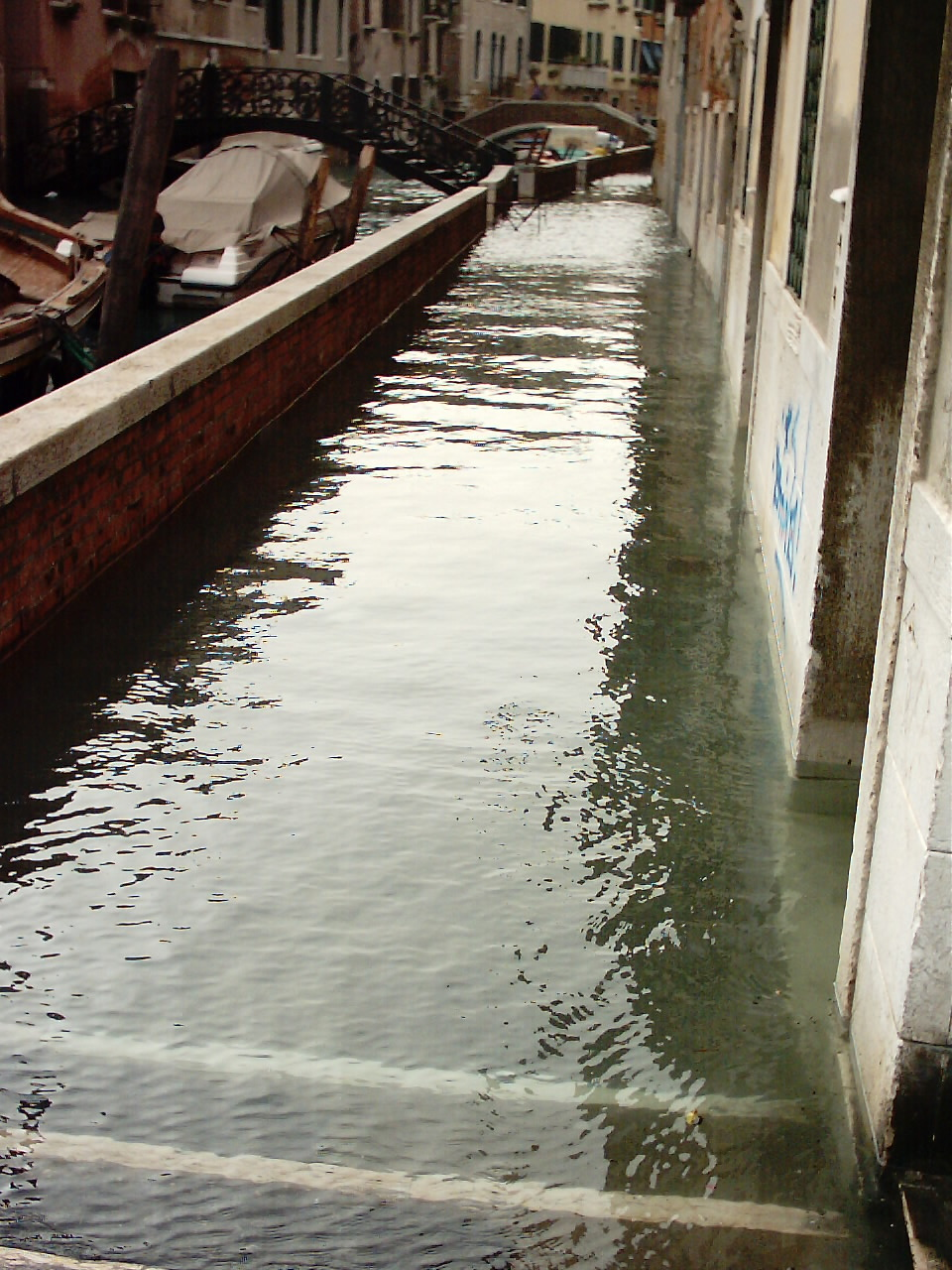
Fondamenta del Malcanton
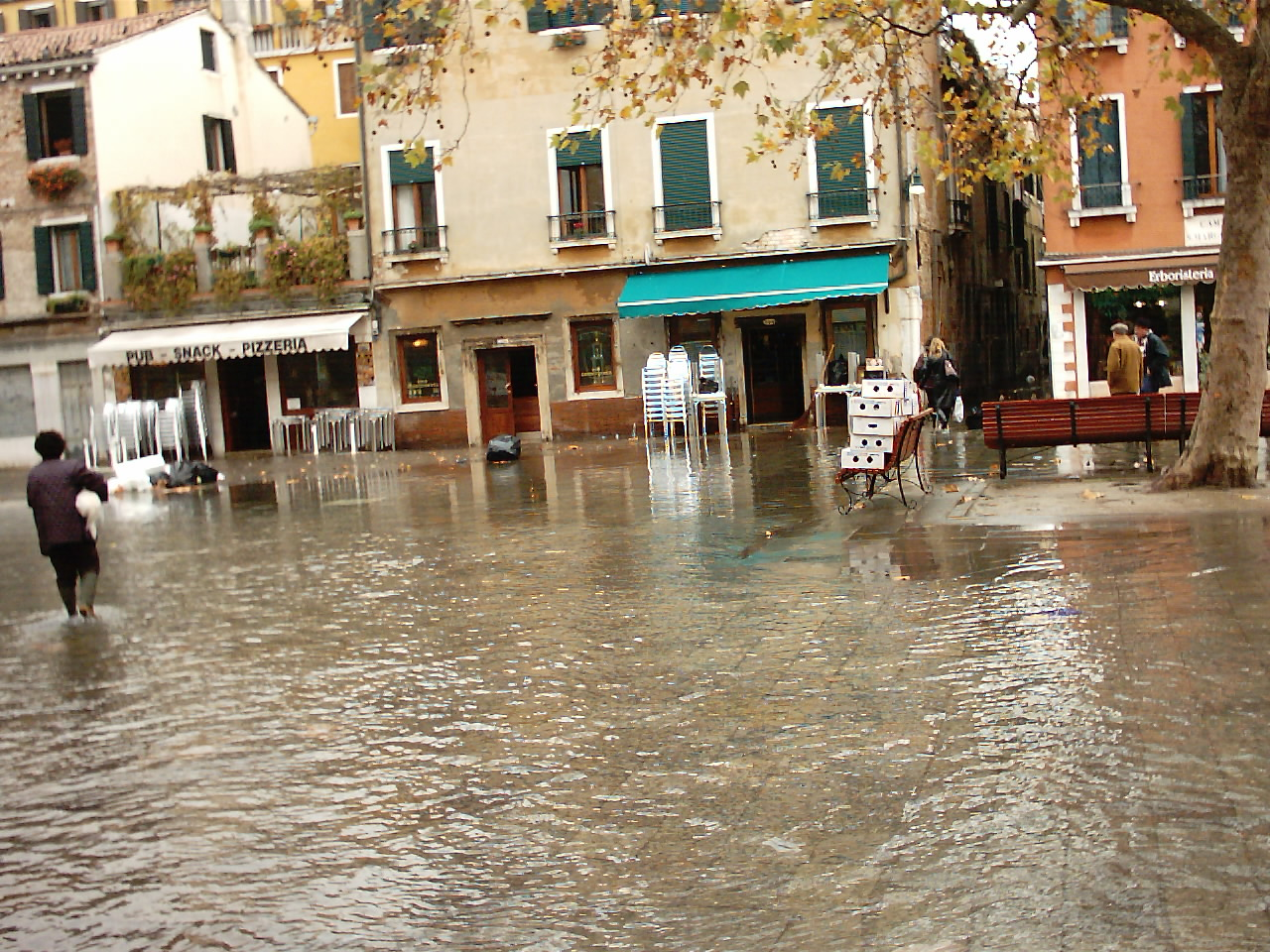
Campo Santa Margherita

### 1º dicembre 2008

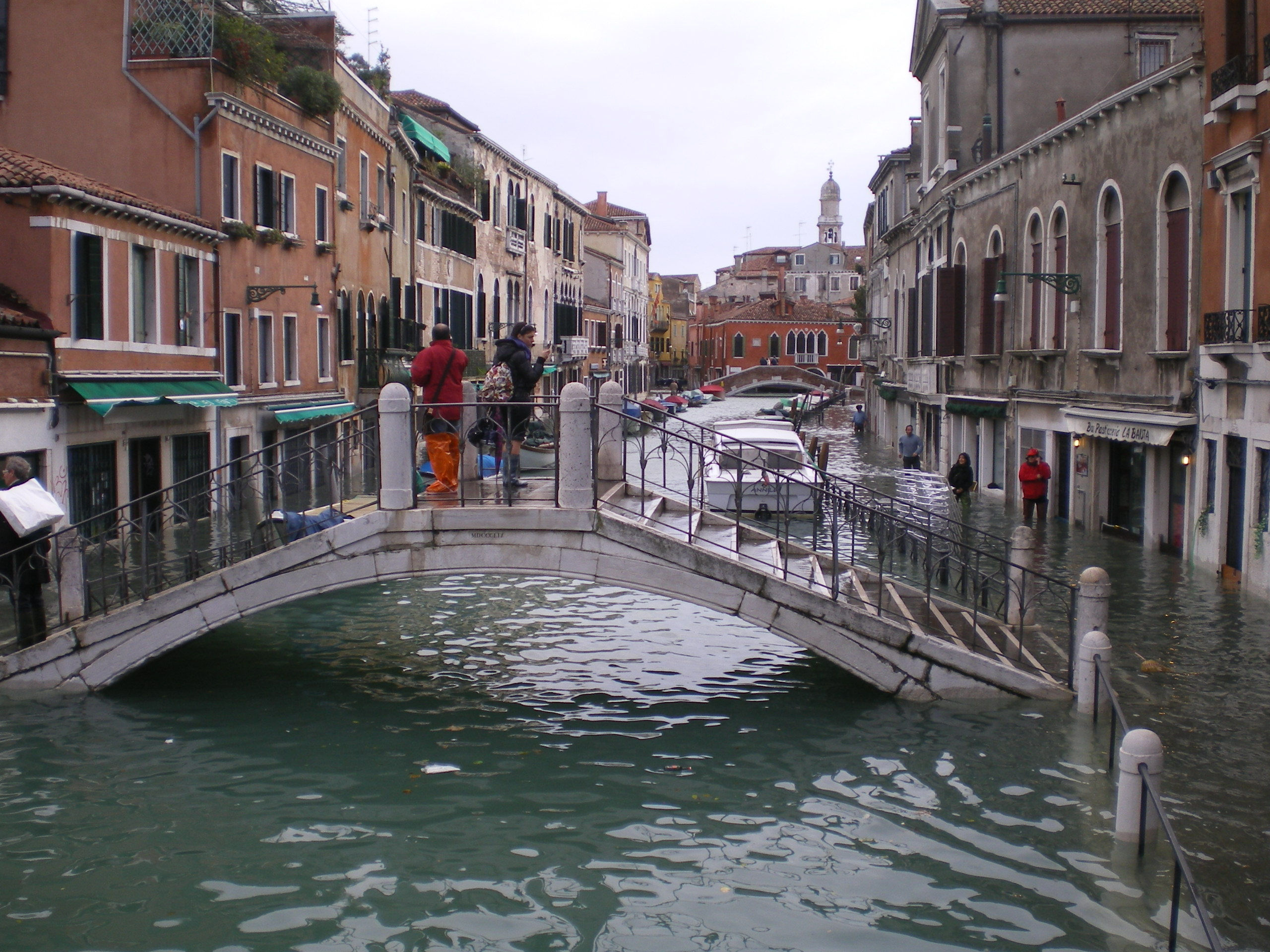
Fondamenta del Gaffaro
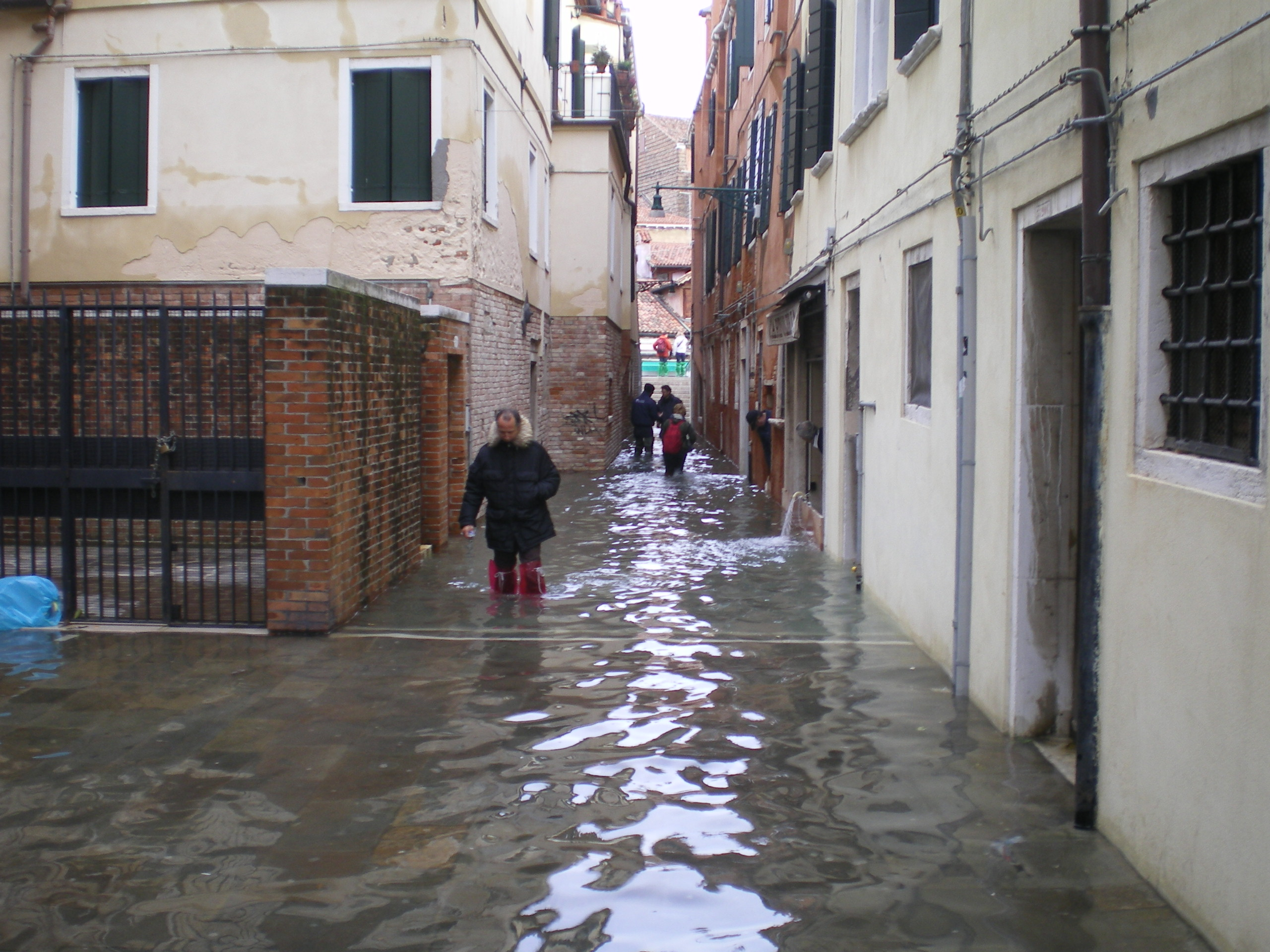
Corte della Cereria
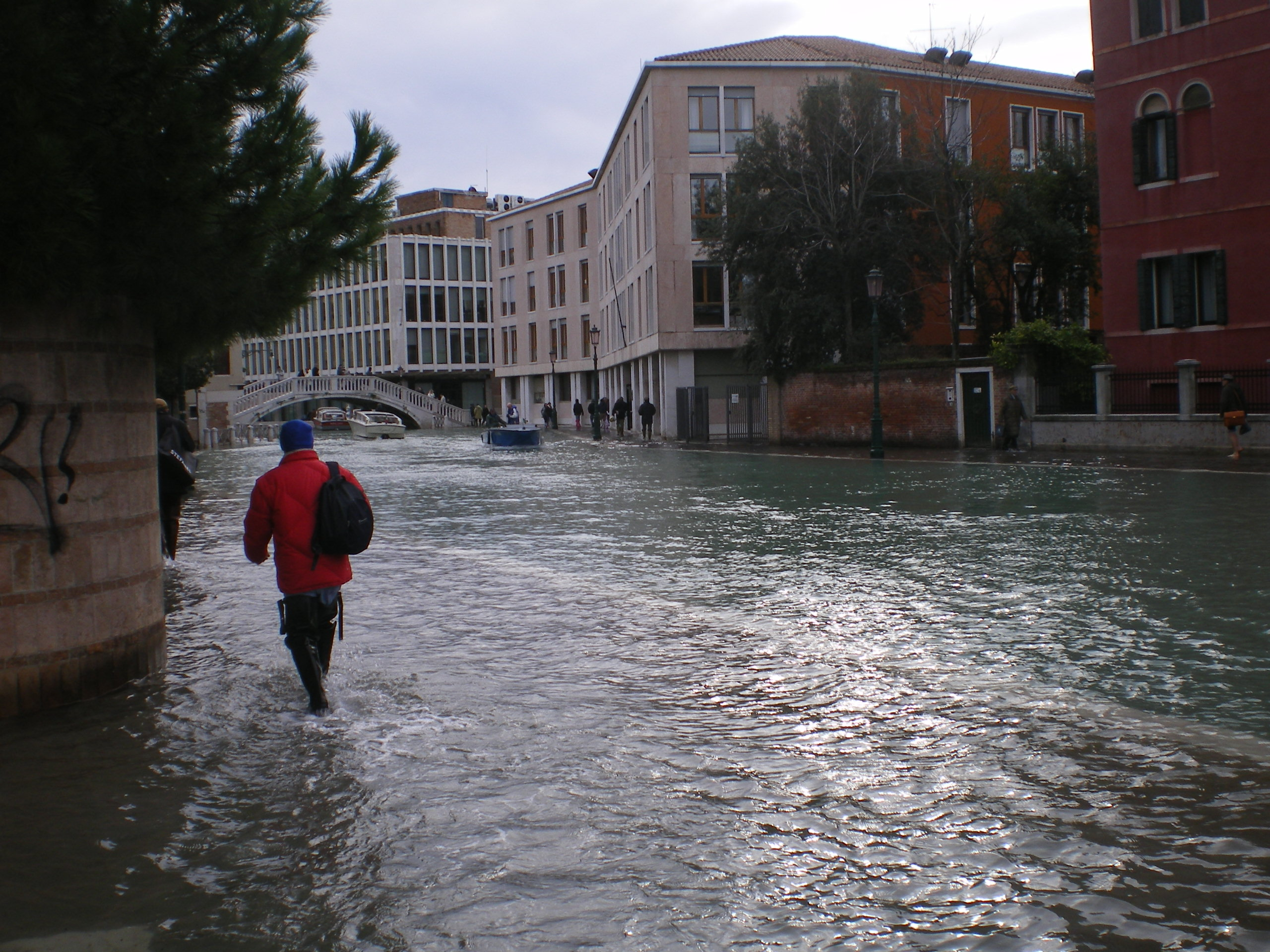
Fondamenta del Passamonte
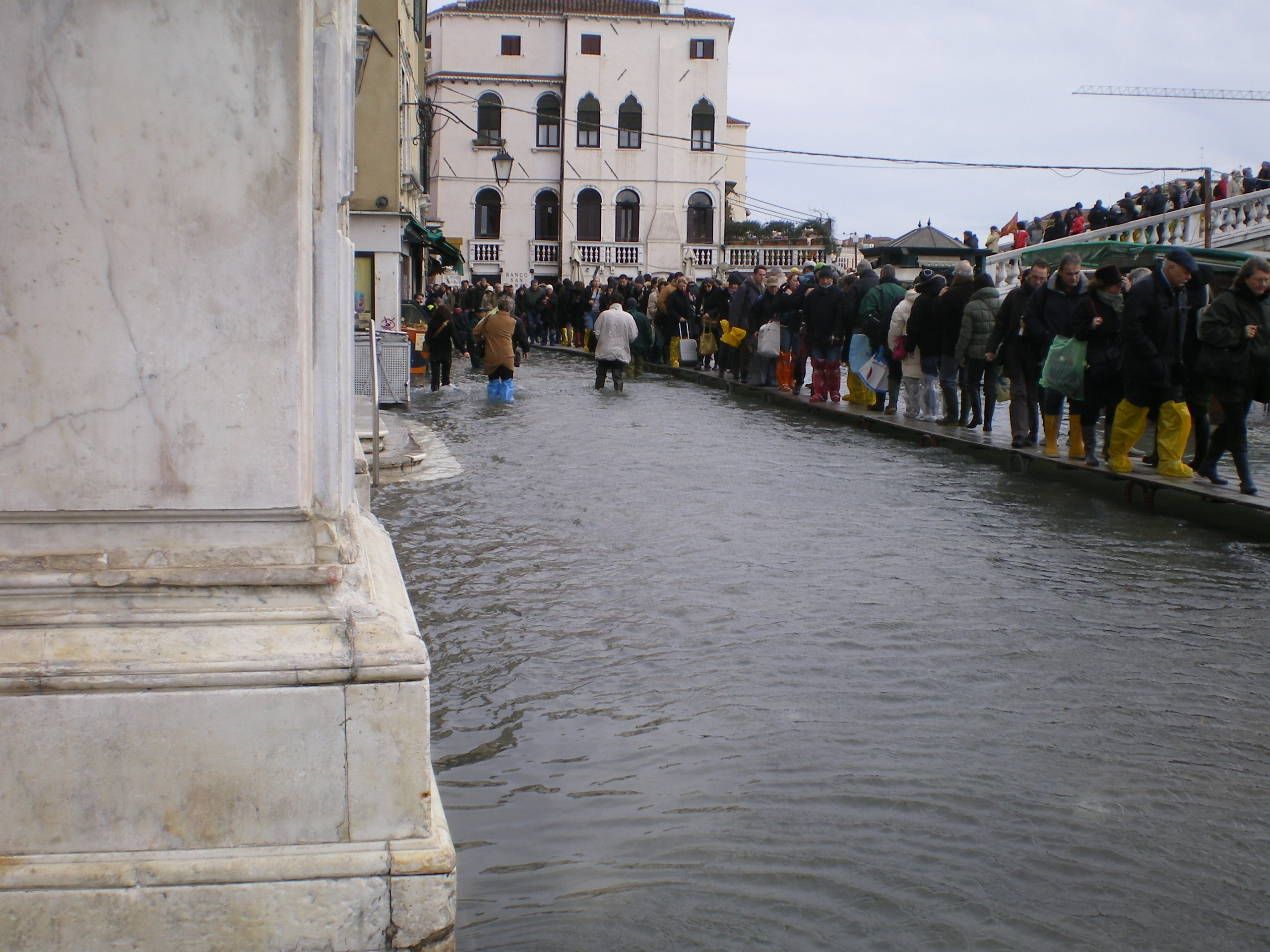
Fondamenta degli Scalzi

### Novembre 2019

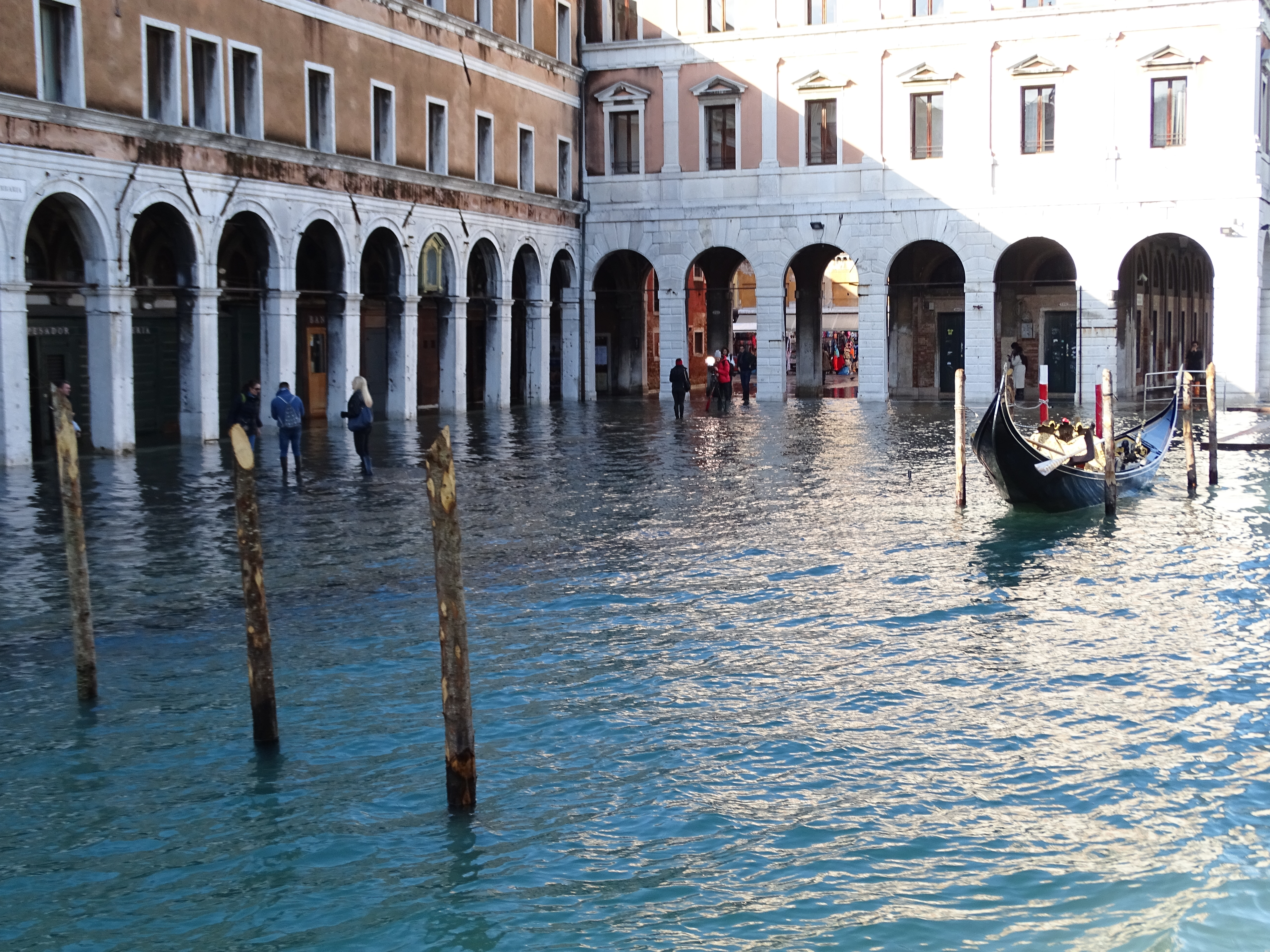
Rialto, 14 novembre 2019
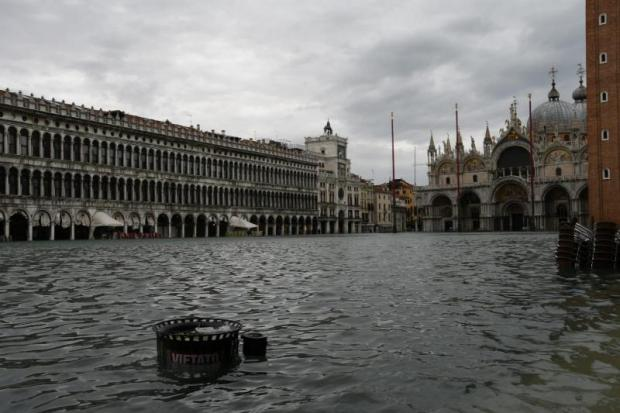
Piazza San Marco, 15 novembre 2019